# Bob Wollek

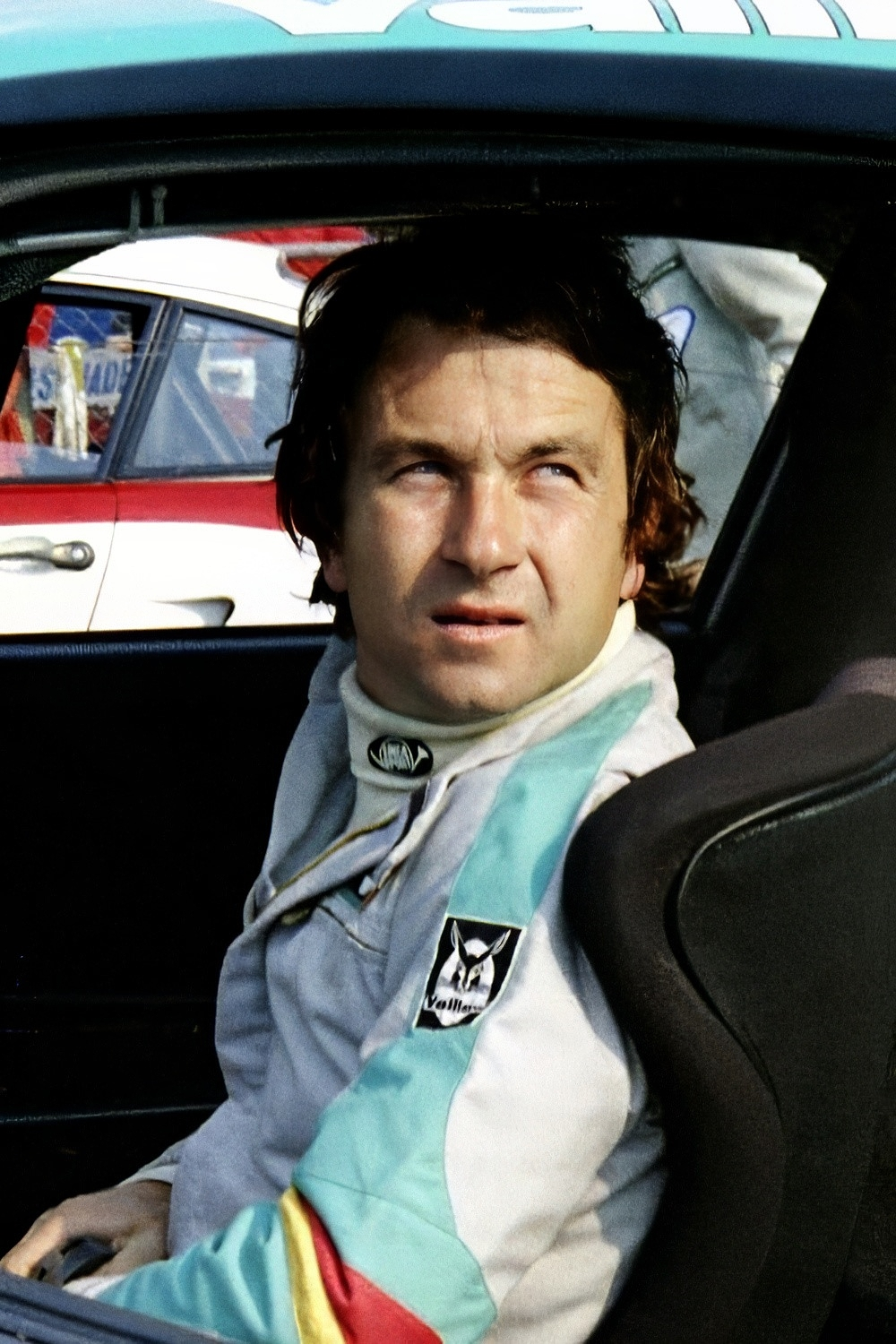
Bob Wollek

Bob Wollek (Straatsburg, 4 november 1943 – Florida, 16 maart 2001) was een Franse autocoureur die vooral actief was in het sportwagenracen. 

## Lagere klassen
Na een korte skicarrière, afgebroken door een kwetsuur, ging hij zich volledig toeleggen op de autosport. 
In 1968 eindigde hij als tweede achter François Migault in le Volant de l'ACO op het circuit van Bugatti (Le Mans).
Later dat jaar won hij de Alpine Trofee Le Mans waardoor hij mocht deelnemen aan 24 uur van Le Mans van dat jaar. Hij eindigde als elfde en werd tweede in zijn klasse. 
Ondanks bescheiden resultaten in 1969 in het Formule France kampioenschap nam hij een jaar later deel aan het Franse Formule 3 kampioenschap.
In 1971 nam hij deel aan het Europees kampioenschap Formule 2 als teammaat van Tim Schenken voor het Rondel team van Ron Dennis, de latere teambaas van McLaren. Alleen in Oostenrijk slaagde hij er in om één puntje te scoren.
Ook in 1972 bleef hij bij Rondel in het Europees kampioenschap Formule 2. Hij behaalde 21 punten, podiumplaatsen in Hockenheim en Albi en zelfs een overwinning in Imola. Dit alles was goed voor een zevende plaats in de eindstand.
Maar ondanks deze beloftevolle resultaten, borg Bob Wollek zijn Formule 1-ambities op en legde zich vanaf nu toe op het Sportwagen gebeuren.

## Sportwagens
Hij won vier keer de 24 uren van Daytona (1983, 1985, 1989 en 1991). Daarmee is hij na Hurley Haywood en Scott Pruett de rijder die deze race het vaakst wist te winnen. Hij deelt dit record met Pedro Rodríguez, Peter Gregg en Rolf Stommelen.
Zeven weken na zijn tweede zege in  de 24 uren van Daytona behaalde hij in 1985 ook zijn enige zege in de 12 uren van Sebring.
Hij won o.a. ook bekende sportwagenraces zoals de 1000 km van Brands Hatch (1986), de 1000 km van Monza (1983), de 1000 km van Mugello (1983), de 1000 km van de Nürburgring (1979 op de Nordschleife), de 1000 km van Spa (1985) en de 1000 km Suzuka (1981 en 1994).
Tussen 1975 en 1983 was hij actief in het Deutsche Rennsport Meisterschaft en behaalde er twee maal de titel (1982 en 1983).
Ook behaalde hij verschillende overwinningen in de Interserie.

## 24 uren van Le Mans
Bob Wollek nam 30 keer deel aan de 24 uren van Le Mans. Alleen Henri Pescarolo deed beter met 33. Merkwaardig genoeg behaalde hij geen enkele keer de overwinning. Met zijn zes podiumplaatsen (vier keer tweede en tweemaal derde) is hij de rijder met het grootst aantal podiumplaatsen zonder ooit de zege te behalen. Het Britse tijdschrift Autosport plaatste hem daardoor op de tweede plaats van de lijst van The greatest sportscar drivers never to win the Le Mans 24 Hours (op de eerste plaats stond Stirling Moss).
Vooral in 1997 en 1998 was hij dicht bij een zege. Na meer dan 12 uur aan de leiding te hebben gereden en met minder dan acht uren te gaan, ging Wollek in 1997 in de bocht van Arnage, een van de traagste bochten van het circuit, om onduidelijke redenen van de baan. Later zei hij hierover het volgende:

Ik denk nog steeds aan die race. Soms slaap ik 's nachts niet als ik eraan denk en begin te zweten. Hoe ging het mis in Arnage? Een stomme bocht met 80 km/u, de makkelijkste van allemaal... Hoe? Hoe? Hoe? Dan voel en hoor ik onbewust een geluid, een mechanisch geluid, net voordat ik de baan verlaat. Kijk, ik heb gezworen het nooit te schrijven, maar ik denk dat ik onschuldig was bij dat ongeluk. De auto had een technisch mankement, dat moet het geweest zijn! Maar ik heb dit nooit tegen Norbert Singer gezegd, en hij heeft dit ook nooit tegen mij gezegd. Maar na het ongeluk bleef ik vertrouwen houden in mijn kwaliteiten, en dat is toch iets vreemds, vind je niet? Maar de nachtmerries over wat er in Arnage gebeurde, lieten me nooit los. Tot op de dag van vandaag!

In 1998 lag het team van Bob Wollek op de tweede plaats op korte afstand van hun ploegmaats bij Porsche AG. Net op het moment dat de leidende Porsche een probleem had, ging Jörg Müller, een van de twee co-rijders van Wollek, van de baan en beschadigde de bodemplaat van de wagen. Zonder de tijd die verloren werd om deze te herstellen, hadden zij op dat moment de leiding van de wedstrijd kunnen overnemen.

## Overlijden
Wollek kwam om het leven toen hij op 16 maart 2001 na de trainingsritten voor de 12 uren van Sebring werd aangereden door een wagen toen hij met de fiets terugreed naar zijn hotel. Hij overleed op weg naar het ziekenhuis. Bob Wollek was 57 jaar.

## Statistieken

### 24 uren van Le Mans[3][4]
| Jaar | Nummer | Team                                 | Co-rijders                                      | Wagen                  | Klasse                | Startplaats | Ronden | Positie | Achterstand op winnaar | Pos.Klasse |
| ---- | ------ | ------------------------------------ | ----------------------------------------------- | ---------------------- | --------------------- | ----------- | ------ | ------- | ---------------------- | ---------- |
| 1968 | #53    | Trophée Le Mans-Alpine               | Christian Ethuin                                | Alpine A210            | Prototype 1300        | 42e         | 282    | 11e     | 49 ronden              | 2e         |
| 1969 | #45    | Société des Automobiles Alpine       | Jean-Claude Killy                               | Alpine A210            | Prototype 1600        | 34e         | 242    | OPG     |                        |            |
| 1973 | #14    | Equipe Matra                         | Patrick Depailler                               | Matra MS670B           | Sports 3000           | 7e          | 84     | OPG     |                        |            |
| 1974 | #8     | Equipe Gitanes                       | Jean-Pierre Jaussaud José Dolhem                | Matra MS670B           | S - Sport 3000        | 5e          | 120    | OPG     |                        |            |
| 1975 | #78    | Ecurie Robert Buchet - Cyril Grandet | Cyril Grandet                                   | Porsche 911 Carrera RS | GT Series             | 39e         | 294    | DISa    |                        |            |
| 1976 | #65    | Porsche Kremer Racing                | Didier Pironi 'Marie-Claude Beaumont'           | Porsche 934            | Groep 4 Grand Touring | 20e         | 271    | 19e     | 79 ronden              | 4e         |
| 1977 | #58    | Porsche Kremer Racing                | Jean-Pierre 'Steve' Wielemans Philippe Gurdjian | Porsche 934            | Groep 4 Grand Touring | 17e         | 299    | 7e      | 44 ronden              | 1e         |
| 1978 | #6     | Martini Racing Porsche System        | Jurgen Barth Jacky Ickx                         | Porsche 936/78         | Groep 6 Sports +2000  | 4e          | 365    | 2e      | 5 ronden               | 2e         |
| 1979 | #14    | Essex-Porsche                        | Hurley Haywood                                  | Porsche 936/78         | Groep 6 Sports +2000  | 1e          | 236    | OPG     |                        |            |
| 1980 | #45    | Gelo Racing Team                     | Helmut Kelleners                                | Porsche 935/80         | Groep 5               | 10e         | 191    | OPG     |                        |            |
| 1981 | #10    | Kremer Racing                        | Xavier Lapeyre Guy Chasseuil                    | Porsche 917 K/81       | Groep 6 Sports +2000  | 18e         | 82     | OPG     |                        |            |
| 1982 | #4     | Belga Team - Joest Racing            | Jean-Michel Martin Philippe Martin              | Porsche 936C           | Groep C               | 3e          | 314    | OPG     |                        |            |
| 1983 | #8     | Sorga S.A.                           | Klaus Ludwig Stefan Johansson                   | Porsche 956            | Groep C               | 5e          | 355    | 6e      | 16 ronden              | 6e         |
| 1984 | #4     | Martini Racing                       | Alessandro Nannini                              | Lancia LC 2/84         | Groep C1              | 1e          | 326    | 8e      | 34 ronden              | 8e         |
| 1985 | #4     | Martini-Lancia                       | Alessandro Nannini Lucio Cesario                | Lancia LC 2 83/85      | Groep C1              | 3e          | 360    | 6e      | 14 ronden              | 6e         |
| 1986 | #2     | Rothmans Porsche                     | Jochen Mass Vern Schuppan                       | Porsche 962C           | Groep C1              | 1e          | 180    | ONG     |                        |            |
| 1987 | #18    | Rothmans Porsche AG                  | Jochen Mass Vern Schuppan                       | Porsche 962C           | Groep C1              | 1e          | 16     | OPG     |                        |            |
| 1988 | #18    | Porsche AG                           | Sarel van der Merwe Vern Schuppan               | Porsche 962C           | Groep C1              | 2e          | 192    | OPG     |                        |            |
| 1989 | #9     | Joest Racing                         | Hans-Joachim Stuck                              | Porsche 962C           | Groep C1              | 5e          | 383    | 3e      | 7 ronden               | 3e         |
| 1990 | #9     | Joest Porsche Racing                 | 'John Winter' Stanley Dickens                   | Porsche 962C           | Groep C1              | 18e         | 346    | 8e      | 13 ronden              | 8e         |
| 1991 | #34    | Silk Cut Jaguar                      | Teo Fabi Kenny Acheson                          | Jaguar XJR-12 LM       | Group C/1990          | 27e         | 359    | 3e      | 4 ronden               | 3e         |
| 1992 | #54    | Courage Compétition                  | Henri Pescarolo Jean-Louis Ricci                | Cougar C28S            | Group C/Porsche       | 13e         | 335    | 6e      | 17 ronden              | 1e         |
| 1993 | #18    | Joest Racing                         | Ronny Meixner Henri Pescarolo                   | Porsche 962C           | Group C1/1990         | 8e          | 352    | 9e      | 24 ronden              | 4e         |
| 1994 | #4     | Nisso Trust Racing Team              | Steven Andskär George Fouché                    | Toyota 94C-V           | LMP1/C90              | 8e          | 329    | 4e      | 16 ronden              | 2e         |
| 1995 | #13    | Courage Compétition                  | Mario Andretti Éric Hélary                      | Courage C34            | WSC                   | 3e          | 298    | 2e      | 1 ronde                | 1e         |
| 1996 | #25    | Porsche AG                           | Hans-Joachim Stuck Thierry Boutsen              | Porsche 911 GT1        | GT1                   | 4e          | 353    | 2e      | 1 ronde                | 1e         |
| 1997 | #25    | Porsche AG                           | Hans-Joachim Stuck Thierry Boutsen              | Porsche 911 GT1        | Le Mans GT-1          | 2e          | 238    | OPG     |                        |            |
| 1998 | #25    | Porsche AG                           | Jörg Müller Uwe Alzen                           | Porsche 911 GT1-98     | Le Mans GT1           | 4e          | 350    | 2e      | 1 ronde                | 2e         |
| 1999 | #80    | Champion Racing Dave Maraj           | Dirk Müller Bernd Maylander                     | Porsche 996 GT3-R      | Le Mans GT            | 44e         | 293    | 19e     | 73 ronden              | 2e         |
| 2000 | #83    | Dick Barbour Racing                  | Dirk Müller Lucas Luhr                          | Porsche 911 GT3-R      | Le Mans GT            | 38e         | 320    | DISb    |                        |            |

a onreglementaire olieverversing

b onreglementaire benzinetank